# Manuel Ávila Camacho
Manuel Ávila Camacho (Teziutlán, Puebla, 24 de abril de 1897 - Estado do México, 13 de outubro de 1955) foi um militar e presidente do México de 1940 a 1946.
Nasceu na pequena cidade de Teziutlán, no estado de Puebla, no seio de uma família de classe média. Tinha uma irmã, María Jovita Ávila Camacho e dois irmãos. Os seus dois irmãos, Maximino Ávila Camacho e Rafael Ávila Camacho, foram ambos governadores do estado de Puebla. Ávila Camacho não fez estudos superiores, apesar de ter frequentado a Escuela Preparatoria Nacional. Foi admitido no exército em 1914 com o posto de segundo-tenente, sendo promovido a coronel em 1920, ano em que foi nomeado chefe de estado maior de Michoacán sob as ordens de Lázaro Cárdenas de quem se tornaria grande amigo. Em 1929, sob o comando de Cárdenas, combate a rebelião de José Gonzalo Escobar e é promovido a general. Depois de abandonar o serviço militar inicia a sua carreira política servindo na secretaria de defesa nacional (1932 - 1934) que viria a chefiar em 1937. Dois anos mais tarde, seria eleito presidente do México, após ser escolhido como representante do seu partido nas eleições.

## Mandato presidencial
Durante o seu mandato Ávila Camacho teve de enfrentar as dificuldades levantadas pela Segunda Guerra Mundial. Depois do afundamento de dois navios mexicanos carregados de petróleo no Golfo do México, por submarinos alemães, Ávila Camacho declarou guerra às potências do Eixo em 22 de maio de 1942. Cerca de 15 000 soldados mexicanos combateram em várias frentes da guerra , incluindo um esquadrão aéreo (o esquadrão 201) que combateu contra os japoneses no Pacífico. Além disto, e dando início a um período de boas relações com os Estados Unidos, Ávila Camacho apoiou o esforço de guerra daqueles, sob o Programa Bracero, fornecendo cerca de 300 000 operários para tomarem o lugar de parte dos americanos que haviam partido para a guerra. Também por esta altura foram restabelecidas as relações diplomáticas do México com o Reino Unido e Rússia. Em 1944 o México assinou a Carta das Nações Unidas e no ano seguinte recebeu a sede da Conferência Interamericana sobre Guerra e Paz.
No que concerne à política doméstica, Ávila Camacho protegeu a classe operária, criando a segurança social em 1943 e tomando medidas com vista à redução da iliteracia. Prosseguiu com a reforma agrária e congelou as rendas de habitação para benefício dos cidadãos mais pobres. Promoveu também uma reforma do sistema eleitoral que tornaria impossível a existência de candidatos comunistas. Em 18 de Janeiro de 1946 alterou a designação do até então Partido da Revolução Mexicana para a sua actual designação, Partido Revolucionário Institucional. Após o termo do seu mandato retirou-se para o seu rancho no estado do México, onde viria a falecer em 1955.